# Pádraig Mac Lochlainn

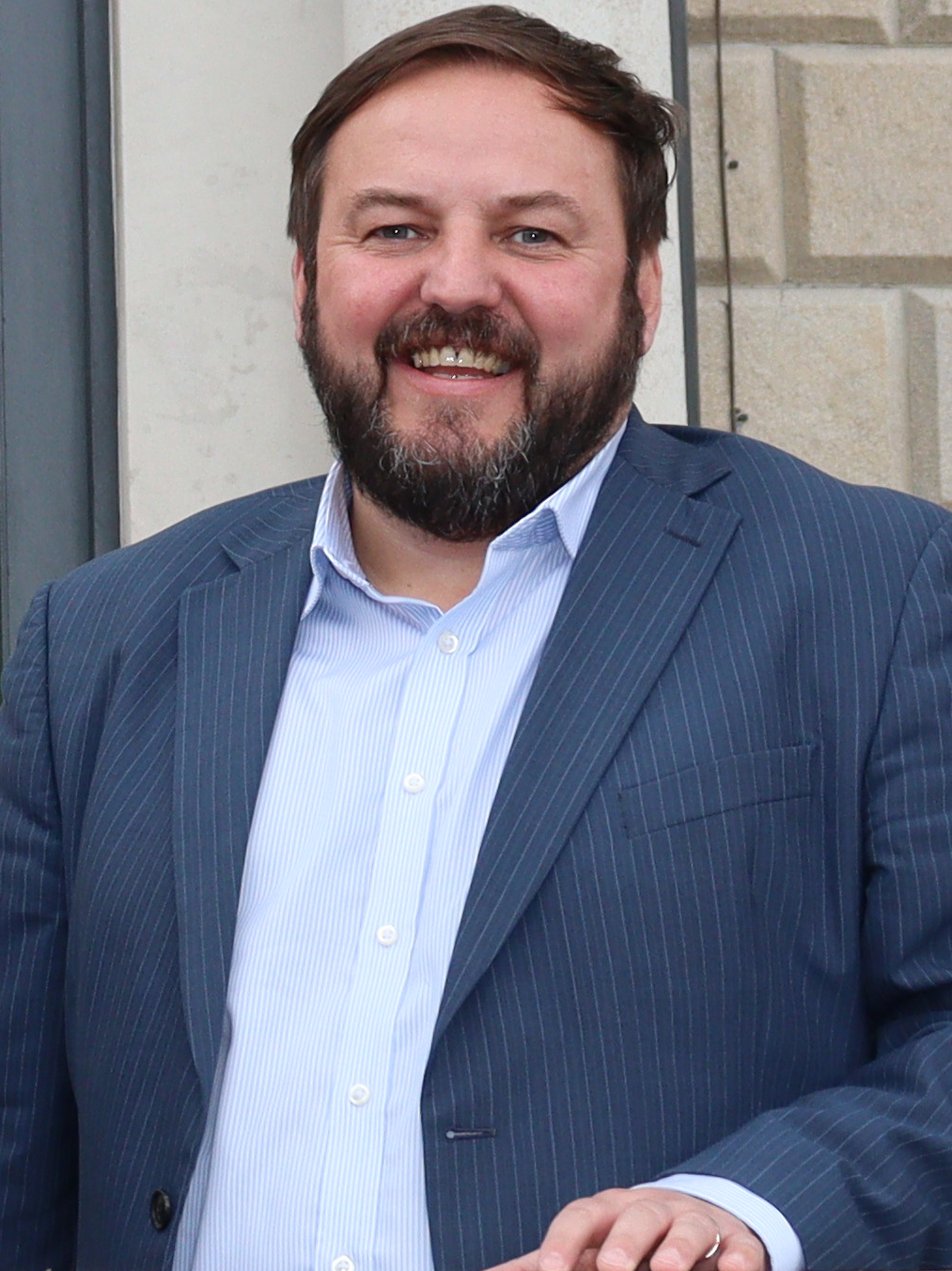
Pádraig Mac Lochlainn (2020)

Pádraig Mac Lochlainn (* 12. Juni 1973 in Leeds, Yorkshire, Vereinigtes Königreich von Großbritannien und Nordirland) ist ein irischer Politiker der Sinn Féin, der von 2011 bis 2016 und wieder seit Februar 2020 Abgeordneter im Dáil Éireann ist.

## Leben
Pádraig Mac Lochlainn war der Sohn von Réamonn Mac Lochlainn, einem Mitglied der Provisional IRA, der lange Zeit in Großbritannien inhaftiert war. Seine Mutter wuchs in einer Familie der Pavee auf. Mitte der 1980er Jahre zog die Familie zurück nach Irland.
Mit 14 Jahren verließ er die Schule und hielt sich mit Gelegenheitsarbeiten über Wasser. Erst später holte er die Schulbildung nach. 2004 wurde er für Sinn Féin in den Donegal County Council gewählt. 
Bei den Wahlen zum Dáil Éireann 2002 und 2007 trat er als Kandidat der Sinn Féin im Wahlkreis Donegal North East an, erreichte aber nicht genügend Stimmen. Erst bei den Wahlen 2011 gelang es ihm, einen Sitz zu erringen, den er aber bei den Wahlen 2016 (knapp) wieder verlor. 2020 konnte er wiederum einen Sitz im Wahlkreis Donegal erreichen, den er dann 2024 verteidigen konnte. In der Zeit von 2016 bis 2020 war er über die Industrie- und Gewerbeliste Mitglied im Seanad Éireann geworden.